# Killer Within
«Asesino interior» —título original en inglés: «Killer Within»— es el cuarto episodio de la tercera temporada de la serie de televisión The Walking Dead. Fue dirigido por Guy Ferland y el guion estuvo a cargo de Sang Kyu Kim. La cadena AMC lo emitió en los Estados Unidos el 4 de noviembre de 2012; Fox hizo lo propio en España e Hispanoamérica los días 5 y 6 del mismo mes, respectivamente.
La trama del episodio se centra en un ataque de caminantes que es causado por un misterioso sujeto, causando que el grupo se divida en caos causando serios problemas al grupo. Referente al episodio anterior, todo el elenco, tanto principal como recurrente aparecen en este episodio.
El episodio marca la salida de Sarah Wayne Callies del elenco principal y de IronE Singleton del elenco recurrente, tras haber interpretado a Lori Grimes y T-Dog respectivamente. 

## Argumento

### Woodbury
Fuera de la prisión, un individuo no identificado atrae a un grupo de caminantes hacia la prisión, rompiendo la cerradura de la puerta delantera para permitirles entra. En Woodbury, Michonne (Danai Gurira) sospecha que el Gobernador (David Morrissey) recuperó suministros de un campamento cercano de la Guardia Nacional, pero se rehúsa a discutirlo. Ella expresa su preocupación por Andrea (Laurie Holden) y cree que deberían irse y dirigirse a la costa, Andrea prefiere quedarse y proporciona información sobre la granja de Greene para permitir que Merle (Michael Rooker) busque a su hermano Daryl. El Gobernador le dice a Merle que permitirá la búsqueda una vez que Merle obtenga más información concreta. Andrea comienza a involucrarse sentimentalmente con El Gobernador.

### Prisión
En la prisión, Rick (Andrew Lincoln) discute con los otros sobre hacer de la prisión su hogar permanente, los dos prisioneros restantes Axel (Lew Temple) y Oscar (Vincent Ward) solicitan unirse al grupo, pero Rick, aún desconfiado, les informa de su intención de despedirlos al final de la semana. El grupo se reúne cuando Hershel (Scott Wilson) da sus primeros pasos después de la amputación de su pie. De repente, los caminantes pululan por el patio, dispersando al grupo. T-Dog (IronE Singleton) es mordido por salvar a Carol y corre tras Carol (Melissa McBride) para ayudarle, luego se sacrifica arrojándose a una horda de caminantes para dejarla escapar. Rick, Glenn (Steven Yeun) y Daryl (Norman Reedus) encuentran que la cerradura de la puerta está rota y la vuelven a asegurar para evitar que ingresen más caminantes; Rick acusa a Axel y Oscar de traición, pero una alarma comienza a sonar debido a la activación de un generador de respaldo, potencialmente atrayendo más caminantes. Rick se da cuenta de que los prisioneros no pueden ser culpables y les permite llevarlo a la sala de generadores. Allí encuentran a Andrew (Markice Moore), a quien Rick lo había dado por muerto, como el instigador. Andrew está a punto de matar a Rick y Oscar lo salva y luego le da la vuelta a Rick. Paran el generador y deshabilitan la alarma.
Por otra parte, Carl (Chandler Riggs) cubre a su madre Lori (Sarah Wayne Callies) y Maggie (Lauren Cohan) mientras se refugian en una sala de calderas, Lori ha tenido trabajo de parto, pero está sangrando profusamente durante sus contracciones. Lori exige que Maggie realice una operación de cesárea letal para dar a luz al niño. El bebé es entregado de manera segura, pero Lori muere; Carl se toma un momento para llorar antes de dispararle en la cabeza para evitar la reanimación.
Con los caminantes eliminados, el grupo se reúne en el patio, aunque Carol todavía está desaparecida. Rick ve a Carl y Maggie saliendo de un bloque de celdas con el bebé, pero se da cuenta de que Lori no está con ellos, y quebranta en llanto de una forma histérica.

## Producción
"Killer Within" fue escrito por Sang Kyu Kim, Guy Ferland dirigió, su segundo crédito de este episodio para la tercera temporada de  The Walking Dead . Ferland dirigió previamente el episodio 3, "Walk with Me".
Killer Within" significó las apariciones finales de Sarah Wayne Callies (Lori) y IronE Singleton (T-Dog) como clientes habituales. Aunque Callies sugirió la muerte de Lori a Frank Darabont en numerosas ocasiones, Glen Mazzara tomó la decisión de matarla. El equipo de redacción eligió adelantar la revelación en la primera parte de la temporada, para brindar oportunidades "nuevas" para el personal. Mazzara y Callies conversaron mínimamente acerca de cómo Lori moriría, pero Callies optó por esperar hasta el lanzamiento del guion para adquirir más información, ya que su personaje "no sabe que va a morir". ella ensayo y revisó el diálogo con Mazzara por un par de semanas. Algunos de los ajustes, dijo Mazzara, no estaban inicialmente en el guion. "Solo pensé, pertenecí allí", dijo Callies.
Para prepararse para la escena de la muerte, Callies tuvo que ver a Stanley Kubrick - director de la película de guerra  Full Metal Jacket  (1987) con Ferland. Le gustó la actuación de Arliss Howard y describió la muerte de su personaje como una especie de "muerte extraña". Callies no practicó la muerte de su personaje con Riggs. En cambio, el último día les permitió poseer "tantas emociones en [sus] corazones" y ofrecer un desempeño emocionalmente conmovedor y crudo.
Los productores entrenaron a Cohan para que realizara una cesárea en preparación para la escena. allies usaba una plataforma leotarda que se asemejaba a un abdomen preñado; un abdomen protésico luego se pegó al traje. Este proceso tomó aproximadamente una hora para completarse. Dentro del abdomen protésico había capas adicionales que imitaban un útero, que sujetaba al feto. Se tomó una inyección de inserción mientras se abría el abdomen, lo que enfatiza el flujo sanguíneo incontrolable. El líquido se bombeó a través de un pequeño tubo conectado al frente del traje.
Singleton fue informado sobre el destino de su personaje antes de que la producción de la tercera temporada comenzara. y tuvo que evitar despertar cualquier sospecha del público, particularmente de los fanáticos de T-Dog. Singleton dijo sobre la muerte "heroica" de su personaje: "Cuando leo [el guion], estaba agradecido de que saliera como un héroe. Me hizo sentir muy apreciado ".

### Referente al cómic
- El personaje de Lori muere mientras se le realiza una cesárea por parte de Maggie. Mientras que el cómic, la mujer muere a manos del Gobernador con su bebé en brazos.
- T-Dog, no tiene contra parte en el cómic, por tan motivo su muerte no tiene comparación con la historia gráfica.
- La prisión, es invadida por caminantes a causa de Andrew. En el cómic la prisión nunca es invadida por caminantes por parte de un prisionero. Sin embargo la historia teóricamente es la misma.

## Temas
El tema central en "Killer Within" es la muerte. T-Dog se sacrifica para permitir que Carol escape, mientras que Lori muere después de una operación improvisada, y Andrew muere mientras trata de matar a Rick. Kirkman quería que Rick y Carl desarrollaran una psique diferente durante la temporada y la muerte de Lori serviría como un catalizador para el desarrollo de ambos personajes. La angustia de Rick se manifiesta en gran parte de la escena final del episodio. Kirkman estuvo de acuerdo, proclamando que no solo era inevitable, sino que también desarrolla el carácter de Rick.
Sarah Wayne Callies describió su toma en la escena y su significado para TVLine: "Pensé que era brillante. Pensé que estaba brillantemente filmado para tener a Carl fuerte y frío en primer plano y Rick colapsó. Sé que les impactaron estos acontescimientos. Hubo un montón de ideas diferentes sobre cómo podría ser esa escena, pero fue hermosa porque en cierto modo es la apoteosis de Carl. Es este joven que acaba de realizar un gran acto de misericordia y violencia [contra] su madre. reconociendo que su padre no va a ser capaz de superar esto ahora, así que el será fuerte ".
Tanto la muerte de T-Dog como la de Lori fueron heroicas por diseño y reflejaron sus vidas personales. Mazzara declaró que la temporada de T-Dog como jugador de fútbol se hizo evidente ya que "simplemente actúa heroicamente como un Linebacker y simplemente tiende la ropa a estos caminantes, incluso a su costa". En cuanto a la muerte de Lori, profesó que el parto fue heroico: "El heroísmo de una mujer que da a luz y paga un precio y solo se centra en la supervivencia de sus hijos es una historia hermosa, y una historia que en realidad ocurrió millones de veces a lo largo de la historia". En el artículo de Entertainment Weekly, Darren Franich relacionó las facetas de la muerte de Lori con el Libro de Job y sugirió que actuó como una "triple" catarsis para el personaje. Franich percibió la relación extramatrimonial de Lori con Shane Walsh (Jon Bernthal) como una alusión alegórica al pecado original —un concepto teológico cristiano de condenación— que luego transiciona a un "optimista Nuevo Testamento que otorga una visión de esperanza" cuando Lori llega a un acuerdo con su destino. "Ella era segura, valiente y heroica", concluyó Franich en su comentario sobre "Killer Within".
Hudson observó un tribalismo as a trope in "Killer Within", como un tropo en "Killer Within", que atribuyó a la reticencia de Maggie, Rick y otros del grupo para permitir que Óscar y Axel entraran en su clan. El periodista de "Los Angeles Times" señaló que estos personajes habían sido separados de la trama cultural y social de su civilización pasada por tanto tiempo que han vuelto a "viajar en un grupo pequeño, muy unido, cazando y reuniendo, y sobre cualquiera que no sea parte de ellos como una amenaza mortal."

### Respuesta crítica

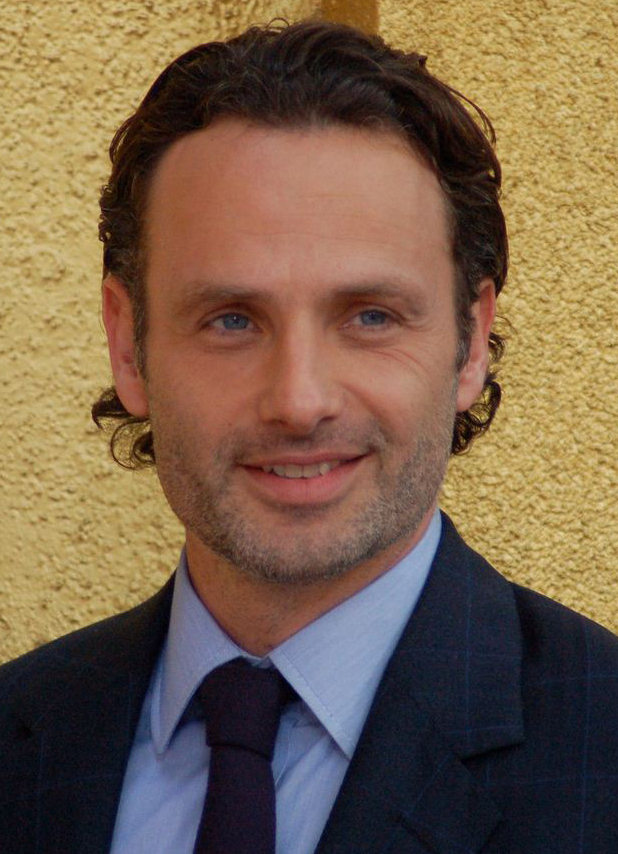
Los comentaristas aplaudieron la actuación de Andrew Lincoln en el episodio.

"Killer Within" fue alabado por los comentaristas de televisión. La periodista de entretenimiento de espectáculos The Washington Post Jen Chaney dijo que "Killer Within" ofreció "el desarrollo emocionalmente inquietante en la serie hasta la fecha", un sentimiento hecho eco por Time Nate Rawlings, quien argumentó que el episodio de The Walking Deadfue la entrega más poderosa desde "Beside the Dying Fire". Bex Schwartz escribió en su crítica para la revista Rolling Stone diciendo que "Killer Within" fue el mejor episodio del programa hasta la fecha, Maureen Ryan de The Huffington Post lo describió como una "hora tensa y tremendamente marcada" con un "final increíblemente poderoso", mientras que Eric Goldman de IGN lo llamó "un episodio increíblemente tenso [e] implacable" en su revisión de 9.5 sobre 10. Los destinos de Lori y T-Dnog obtuvieron críticas favorables de los comentaristas de televisión. Según el escritor de HitFix Alan Sepinwall, el momento en que Lori y Carl se despiden fue el evento más desgarrador desde el final del episodio de la mitad de la segunda temporada "Pretty Much Dead Already". La columnista Laura Hudson deLos Angeles Times sintió que era una partida sombría para un personaje que sufría largos ataques de dolor por razones que escapaban a su control. Erik Kain de la revista Forbes descubrió que la muerte de Lori era especialmente difícil de observar, y se sorprendió por la muerte repentina de T-Dog a pesar de que él nunca fue una figura tan prominente en el programa. "A pesar de lo difícil que fueron estas muertes", escribió Kain, "también me dan fe en el programa". A pesar de que declaró que T-Dog murió "la muerte de un héroe", Michael Rapoport deThe Wall Street Journal concluyó que el fallecimiento de Lori fue el más memorable.
El fallecimiento de Lori apareció en la lista de The Huffington Post de "The Biggest 'OMG' TV Moments of 2012", y puesto decimonoveno en Slate artículo que cubre los momentos televisivos más destacados del año. El periodista Chris Kirk dijo que el segmento era "completamente sorprendente", y señaló que los escritores engañaron a los televidentes al arrojar luz sobre la relación derrumbada de Lori con Rick.
Algunos revisores presentaron más críticas negativas. Ted Pigeon de  Slant Magazine  afirmó que, aunque la segunda mitad de la entrega contenía algunos de los materiales más conmovedores de la serie, la metodología detrás de sus narrativas era "demasiado evidente". Zack Handlen, de The A.V. Club, puntuó «Asesino interior» con una B+, además comenta que por primera vez la temporada divide su tiempo en Woodbury y la Prisión. Eric Goldman de IGN calificó al episodio como "Asombroso" y le dio una valoración de 9,5 en escala a 10. Por otra parte Bex Schwartz escribió en su reseña de la revista Rolling Stone que el episodio fue el mejor del programa hasta la fecha. Maureen Ryan, crítico de televisión, describió el episodio como una hora muy tensa, con un fuerte ritmo y con un final muy poderoso. El destino de Lori y T-Dog obtuvo críticas favorables por parte de los comentaristas de televisión. Según Alan Sepinwall escribió en Hitfix, que el momento en que Lori y Carl comparten sus despedidas, fue el evento más desgarrador desde el final de la primera parte de la segunda temporada.
Las actuaciones del conjunto The Walking Dead fue un tema frecuente en las críticas. La actuación de Lincoln recibió felicitaciones de varios medios de comunicación, incluidos HitFix, Rolling Stone,y Slate. Para Goldman, el colapso de Lincoln en el suelo fue un gesto "adecuadamente poderoso y evocador" que resumió la esencia de la serie. Además, el escritor de IGN elogió a Callies, Riggs y Cohan por sus actuaciones en "Killer Within". Sepinwall agregó que Callies "vendió absolutamente" la imagen de una madre diciendo "adiós al hijo que tuvo crecer demasiado rápido ".

### Ratings
La emisión inicial del episodio atrajo a 9,27 millones de espectadores, significativamente inferior al episodio anterior, que acumuló 10,51 millones de espectadores. "Killer Within" adquirió una calificación de 4.9 en el grupo demográfico de 18-49. A pesar de las fuertes bajas en las calificaciones semanales, el episodio fue el mejor programa de cable de la noche en términos de audiencia, superando a Real Housewives of Atlanta y Breaking Amish por un margen considerable. En el Reino Unido," Killer Within "obtuvo 893,000 espectadores, el programa de televisión más visto de la semana en FX.